# علی‌اصغر زارعان
علی اصغر زارعان (زاده ۱۳۴۲ در اصفهان) معاون سابق سازمان انرژی اتمی ایران است.
زارعان در چارچوب اجرای قانون منع به‌کارگیری بازنشستگان در سال ۱۳۹۵ از پست‌های مدیریتی کناره‌گیری نمود. وی در گذشته در پست‌های معاونت سازمان انرژی اتمی، مشاورعالی وزیر امورخارجه، قائم مقام مرکز ملی علوم و فنون لیزر ایران، مشغول بوده است. او تا مرداد ماه سال ۱۳۹۲ مشاور عالی وزیر امور خارجه بود.
علی اصغر زارعان در چهارمین همایش ملی مدیریت جهادی کشور به عنوان مدیر برتر جهادی انتخاب گردید وی به دلیل جراحات شیمیایی جنگ ایران و عراق چندین بار در بیمارستان بستری شده است.